# Championnat d'Écosse de football de quatrième division 2013-2014
Navigation
Édition précédente Édition suivante
Le Championnat d'Écosse de football de D4 2013-2014 (ou Scottish League Two depuis la réforme du football écossais en 2013) est la 19e édition du Championnat d'Écosse de football D4 et la 1re dans sa version actuelle. 
Cette épreuve regroupe 10 équipes qui s'affrontent quatre fois, soit un total de 36 journées. Le champion est directement promu en Scottish League One et les trois équipes classées de la 2e à la 4e place participent aux barrages de promotion/relégation en compagnie de l'avant-dernier du classement de division supérieure. En revanche, contrairement aux autres divisions, il n'y a pas de relégation dans cette division car il s'agit du dernier niveau dans la hiérarchie du football professionnel écossais.

## Les clubs participant à l’édition 2013-2014
| \| Annan Athletic Berwick Rangers Clyde East Stirlingshire Elgin City Montrose Peterhead Queen's Park Albion Rovers Stirling Albion \| Localisation des clubs engagés dans le championnat. |
| Annan Athletic Berwick Rangers Clyde East Stirlingshire Elgin City Montrose Peterhead Queen's Park Albion Rovers Stirling Albion                                                           |

| Club                             | Ville              | Classement 2012-2013 | Stade               | Capacité |
| -------------------------------- | ------------------ | -------------------- | ------------------- | -------- |
| Albion Rovers                    | Coatbridge         | 10 (SD)              | Cliftonhill Stadium | 1 238    |
| Peterhead Football Club          | Peterhead          | 2                    | Balmoor Stadium     | 3 150    |
| Queen's Park Football Club       | Glasgow            | 3                    | Hampden Park        | 52 025   |
| Berwick Rangers Football Club    | Berwick-upon-Tweed | 4                    | Shielfield Park     | 4 500    |
| Elgin City Football Club         | Elgin              | 5                    | Borough Briggs      | 4 520    |
| Montrose Football Club           | Montrose           | 6                    | Links Park          | 3 292    |
| Stirling Albion Football Club    | Stirling           | 7                    | Forthbank Stadium   | 3 808    |
| Annan Athletic Football Club     | Annan              | 8                    | Galabank Stadium    | 2 514    |
| Clyde Football Club              | Cumbernauld        | 9                    | Broadwood Stadium   | 7 936    |
| East Stirlingshire Football Club | Falkirk            | 10                   | Ochilview Park      | 3 746    |

## Classement
Le classement est établi sur le barème de points classique (victoire à 3 points, match nul à 1, défaite à 0). Les clubs à égalité en nombre de points sont départagés en fonction des critères suivants :
1. Plus grande différence de buts générale
2. Plus grand nombre de buts marqués
3. Confrontations directes entre les équipes : a. points terrain ; b. différence de buts particulière ; c. nombre de buts inscrits
4. Dans le cas où l'égalité persiste et où une place de promotion/relégation est en jeu, les équipes se départagent lors d'un match d'appui sur terrain neutre ; sinon (place ne présentant aucun enjeu), elles sont déclarées ex aequo

| Rang | Équipe             | Pts | J  | G  | N  | P  | Bp | Bc | Diff |
| ---- | ------------------ | --- | -- | -- | -- | -- | -- | -- | ---- |
| 1    | Peterhead FC       | 76  | 36 | 23 | 7  | 6  | 74 | 38 | +36  |
| 2    | Annan Athletic     | 63  | 36 | 19 | 6  | 11 | 69 | 49 | +20  |
| 3    | Stirling Albion    | 58  | 36 | 16 | 10 | 10 | 60 | 50 | +10  |
| 4    | Clyde FC           | 57  | 36 | 17 | 6  | 13 | 50 | 48 | +2   |
| 5    | Berwick Rangers    | 52  | 36 | 15 | 7  | 14 | 63 | 49 | +14  |
| 6    | Montrose FC        | 46  | 36 | 12 | 10 | 14 | 44 | 56 | -12  |
| 7    | Albion Rovers R    | 44  | 36 | 12 | 8  | 16 | 41 | 54 | -13  |
| 8    | East Stirlingshire | 44  | 36 | 12 | 8  | 16 | 45 | 59 | -14  |
| 9    | Elgin City         | 36  | 36 | 9  | 9  | 18 | 62 | 73 | -11  |
| 10   | Queen's Park       | 24  | 36 | 5  | 9  | 22 | 36 | 68 | -32  |

- Promotion en Scottish League One
- Qualification pour les barrages d'accession
- R : Relégué de Scottish Second Division 2012-2013

### Barrages de promotion/relégation
Les équipes classées deuxième, troisième et quatrième participent aux barrages. Si une de ces équipes remportent cette compétition prenant la forme d'une coupe en matches aller-retour, elle accède à la division supérieure.
La quatrième équipe participante est l'équipe ayant terminée à l'avant-dernière place (9e) de la division supérieure. Si cette équipe remporte la compétition, elle se maintient dans sa division. Dans le cas contraire, elle est reléguée.

#### Demi-finales aller
|  | Clyde FC | 1 - 0 | East Fife |  |  |
|  |          |       |           |  |  |

|  | Stirling Albion | -       | Annan Athletic |  |
|  |                 | (3 – 1) |                |  |

#### Demi-finales retour
|  | East Fife | 3 – 1 | Clyde FC |  |  |
|  |           |       |          |  |  |

Score cumulé : East Fife 3 – 2 Clyde FC
|  | Annan Athletic | 3 - 5 | Stirling Albion |  |  |
|  |                |       |                 |  |  |

Score cumulé : Stirling Albion 8 – 4 Annan Athletic

#### Finale aller
|  | East Fife | 2 – 1 | Stirling Albion |  |  |
|  |           |       |                 |  |  |

#### Finale retour
|  | Stirling Albion | 2 – 0 | East Fife |  |  |
|  |                 |       |           |  |  |

Score cumulé : Stirling Albion 3 – 2 East Fife
Stirling Albion est promu en Second Division